# Ton Venhoeven
Ton Venhoeven (Apeldoorn, 22 december 1954) is een Nederlandse architect.

## Leven en werk
Venhoeven studeerde in 1985 cum laude af aan de Technische Universiteit Delft. In 1988 startte hij in Amsterdam een bureau in een maatschap met de Rotterdamse architecten Van Duivenbode en de Jong. In 1995 stapte Venhoeven uit de maatschap en richtte ‘Bureau Venhoeven’ op. In 1998 richt hij ‘Ton Venhoeven C.S. Architekten BV’ (beter bekend als VenhoevenCS Architekten) op.
Het werk van VenhoevenCS kenmerkt zich door maatschappelijke en culturele betrokkenheid. Ontwikkelingen op het gebied van de filosofie, hedendaagse kunst, globalisering, duurzaamheid en technologie vinden hun vertaling in de ontwerpen van het bureau.
Bekende projecten van VenhoevenCS zijn de Jan Schaeferbrug in Amsterdam, het laboratorium voor de Nederlandse Voedsel- en Warenautoriteit in Zwijndrecht, de brede school Forum 't Zand in Utrecht en Sportplaza Mercator in Amsterdam.
Ton Venhoeven is sinds 2005 hoogleraar architectuurgeschiedenis en -theorie aan de Technische Universiteit Eindhoven. Per 15 augustus 2008 is hij benoemd tot Rijksadviseur voor de Infrastructuur, deze functie heeft hij mogen bekleden tot in 2012.